# Dublin (Kalifornia)
Dublin város az USA Kalifornia államában, Alameda megyében. Lakosainak száma 72 589 fő (2020).

## Népesség
A település népességének változása:

| 2010 | 46 036 |
| 2020 | 72 589 |